# François Perrochel
François Perrochel, né le 18 octobre 1602 à Paris et mort le 8 avril 1682 à Boulogne, est un prélat français, évêque de Boulogne.

## Biographie
François Perrochel est fils de Charles Perrochel, grand audiencier de France, et de Marie Varelet. On sait peu de chose de sa formation mais il suit à Paris des cours de théologie pendant 4 ans obtient son baccalauréat vers 1627-1628. Il est ordonné prêtre en 1633 et effectue plusieurs missions comme prédicateur dans le diocèse de Bayonne est déjà pourvu du titre d'abbé commendataire de Saint-Crépin et Crespinien de Soissons depuis 1637 et est chanoine d'Arles; lorsqu'il est nommé à l'évêché de Boulogne le 9 juin 1643. Il est confirmé le 6 février 1645 et consacré  en juin suivant. Il fonde le couvent des minimes. Perrochel résigne son siège épiscopal le 8 février 1675 et meurt le 8 avril 1682. Voici l'épitaphe de ce prélat placée dans l'église cathédrale : «Passant, arrête et considère que celui qui giste en ce lien est messire François Perrochel evesque de Boulogne qui, après avoir gouverné cette église l'espace de 38 ans, décéda le 8 avril 1682, âgé de 80 ans et demi. Comme son mérite l'avait fait connaître pendant sa vie, et l'avait élevé à la dignité épiscopale, son humilité voulut l'anéantir dans sa mort, sans qu'il restât aucune marque qu'il eût jamais été. Mais sa pieuse famille a cru qu'il ne fallait pas jeter dans l'oubli un homme si saint et si apostolique, et qui, dans l'obscurité du tombeau, pouvait encore éclairer ceux de ce diocèse par le souvenir de ses vertus. »